# リオグループホールディングス
株式会社リオグループホールディングス（英: Rio Yokoyama Holdings Inc.）は、愛知県名古屋市中区に本社を置くアパレルメーカー。

## 概要
2009年に株式会社リオ横山のアパレル事業およびリティール事業等を移管し設立。主にベビー服・子供服を手がけている。
2012年（平成24年）5月1日には株式会社リオチェーンホールディングスと合併し、株式会社リオグループホールディングスになった。なお、同時にカンパニー制を導入しており、旧リオ横山ホールディングスはリオ横山カンパニー、旧リオチェーンホールディングスはリオチェーンカンパニーとなっている。
2015年、リティール事業を株式会社イークロージングとして分社化（カンパニー制の廃止）した後、翌年にはを売却している。
現在は子ども服・靴の卸売りを中心に、再生可能エネルギー事業、不動産事業など様々な事業を手がける。

## 沿革
- 1926年（大正15年）4月 - 横山商店を開業。
- 1950年（昭和25年）3月23日 - 横山株式会社を設立[1]。
- 1982年（昭和57年）2月 - 横山株式会社を株式会社リオ横山に社名変更。
- 2009年（平成21年）4月 - 株式会社リオ横山ホールディングスとして新発足。
- 2012年（平成24年）5月1日 - 株式会社リオチェーンホールディングスと合併し、株式会社リオグループホールディングスとなった。同時にカンパニー制を導入。
- 2013年（平成25年）- 三重県いなべ市にメガソーラー発電所「フジワラ・ソーラー・パーク」１号機完成（運用開始）。
- 2015年（平成27年）- リティール事業を株式会社イークロージングとして分社。
- 2016年（平成28年）- 株式会社イークロージングをジーライオングループへ売却。
- 2019年（平成31年）- 「フジワラ・ソーラー・パーク」6号機完成（運用開始）。これにより出力27MWの大型太陽光発電施設が誕生。

## ブランド
- RIO
- LITTLE by s.t.closet
- S.T.CLOSET FRABJOUS

## 関連会社・団体
- 株式会社アサヒリオ
- 株式会社リオフジワラカントリー
- 公益財団法人横山育英財団